# Rhinolophus sedulus
Rhinolophus sedulus е вид прилеп от семейство Подковоносови (Rhinolophidae). Видът е почти застрашен от изчезване.

## Разпространение и местообитание
Разпространен е в Бруней, Индонезия (Калимантан) и Малайзия (Западна Малайзия, Сабах и Саравак).
Обитава гористи местности, национални паркове, пещери и долини.

## Описание
Теглото им е около 8,7 g.
Популацията на вида е намаляваща.